# 金澤萌
金澤 萌（かなざわ もえ、1983年 - ）は、日本の左官職人。インテリアコーディネーター。

## 経歴
山口県出身。
1998年に観たドラマの影響で職人を志す。
2001年ものつくり大学へ入学。建築技能を学ぶ。
2013年、埼玉県草加市で左官職人として独立。
2014年にDIYについて綴られた本『50代女子のリノベDIY』の監修を務める。
2021年には、「とこらぼ」を創業し、アップサイクルショップ「ナガスタ」を運営し始める。
2023年、運営をする会社とこらぼが、RCC ラブ・グリーン賞を受賞。
空き家、空き店舗の活用や、ワークショップに力を入れている。

## 著書
- 『50代女子のリノベDIY』（ポット出版、2014年）- 監修

- 『タイル張り 玄関・リビング・キッチン・テーブル』（スタジオタッククリエイティブ、2017年）- 監修